# Llindar (Star Trek: Voyager)
"Llindar" (títol original en anglès "Threshold") és el quinzè episodi de la segona temporada i el 31è del total de la sèrie de televisió de ciència-ficció estatunidenca Star Trek: Voyager. El guió va ser escrit per Brannon Braga, i dirigit per Alexander Singer. L'episodi es va emetre a UPN el 29 de gener de 1996.
Ambientada al segle XXIV, la sèrie segueix les aventures de la tripulació de la Flota Estel·lar i els Maquis de la nau estel·lar USS Voyager després de quedar encallats al Quadrant Delta a desenes de milers d’anys llum de distància de la resta de la Federació. En aquest episodi, el tinent Tom Paris (Robert Duncan McNeill) es converteix en la primera persona coneguda a viatjar més ràpid que curvatura 10; tanmateix, l'assoliment fa que muti en una criatura semblant a una salamandra.
L'episodi és considerat pels fans i la crítica com un dels pitjors episodis de Voyager i de tota la franquícia Star Trek.

## Argument
La tripulació de la Voyager descobreix una forma rara i més estable de diliti que conjecturen que podria alimentar un motor de curvatura més enllà de Curvatura 10. Això permetria a la Voyager arribar al Quadrant Alfa gairebé instantàniament. Tot i que les simulacions resulten desastroses, el tinent Tom Paris (Robert Duncan McNeill) té una idea després d'una discussió improvisada amb Neelix (Ethan Phillips). La següent simulació té èxit i una llançadora, anomenada Cochrane, es prepara per a un vol de prova complet. El El Doctor (Robert Picardo) identifica una rara condició mèdica en el tinent Paris que indica un 2% de probabilitats que pateixi efectes letals durant el vol de prova i recomana assignar Harry Kim (Garrett Wang) com a pilot de proves. Paris convenç la Capitana Janeway (Kate Mulgrew) perquè li permeti pilotar el transbordador malgrat el petit risc.
Paris trenca amb èxit la barrera Warp 10 a la Cochrane, desapareixent ràpidament dels sensors de la Voyager. La tripulació comença a intentar rastrejar el transbordador, però aviat el Cochrane reapareix, amb Paris inconscient als controls. Un cop despert, Paris explica que ho ha vist tot en cada punt de l'espai, i la base de dades del transbordador també conté una quantitat massiva d'informació sobre el Quadrant Delta. Tanmateix, Paris comença a patir reaccions al·lèrgiques i és enviat a la Infermeria, on el Doctor determina que Paris ara és al·lèrgic a l'aigua comuna. El cos de Paris aviat canvia de nou i ja no pot processar l'oxigen, cosa que obliga el Doctor a crear un entorn especial en què Paris pugui existir.
A mesura que el cos de Paris continua les seves estranyes transformacions, el Doctor planteja la hipòtesi que s'està convertint en una nova forma de vida. Abans que el Doctor pugui utilitzar un tractament "antiprotó" per retornar Paris a la seva forma humana, Paris escapa, altera els sistemes interns de la Voyager i segresta Janeway a la Cochrane. Mentre la Voyager segueix el rastre de la llançadora, arriben a un planeta cobert de pantans. El Doctor explica que les mutacions de l'ADN de Paris són consistents amb les dels organismes en evolució. A prop de la llançadora, descobreixen dos éssers amfibis, amb traces d'ADN de Paris i Janeway; queda clar que Paris havia segrestat Janeway per aparellar-se amb ella, produint tres criatures infantils. Tuvok (Tim Russ) i Chakotay (Robert Beltran) recuperen Janeway i Paris transformats, deixant els descendents al planeta, i el Doctor aconsegueix retornar-los la forma humana.

## Anàlisi científica
Live Long and Evolve: What Star Trek Can Teach Us About Genetics, Evolution, and Life on Other Worlds de Mohamed A. F. Noor explica com una mutació tan extrema és més probable que provoqui càncers o mort que una transmutació, les mutacions genètiques eren massa repetibles i la velocitat de curvatura era notablement ràpida. El llibre suggereix que alguns d'aquests problemes es podrien alleujar molt lleugerament si els canvis fossin epigenètics en lloc de genètics, però la premissa és un estirament extrem en la biologia en qualsevol cas.
En una entrevista amb la periodista tecnològica Becca Caddy per a la seva columna "Science of Star Trek", el Dr. Charles Foster, investigador associat en bioinformàtica al Laboratori de Recerca en Virologia de la Universitat de Nova Gal·les del Sud i de l'Hospital Prince of Wales, va observar: "Si s'apliquen fortes pressions externes a una població, o si una població les experimenta, hom esperaria que hi hagués una evolució 'accelerada'". Caddy va concloure: "Qui pot dir que els tritons espacials no tenen una consciència inconcebible i avançada més enllà dels nostres somnis més salvatges? I qui sap com evolucionaríem si fóssim simultàniament en tots els punts de l'espai... parlem de pressió externa".
El 2018, el Dr. Mohamed A. F. Noor, biòleg i fan de "Star Trek", va escriure un article de recerca basat en aquest episodi. El va presentar a deu revistes d'accés obert conegudes o sospitoses de cobrar tarifes sense oferir serveis, com ara la revisió per igual i la verificació de les afirmacions de l'article. Quatre van acceptar l'article i un, l'American Research Journal of Biosciences, el va publicar.

## Recepció
El 2015, "Llindar" va ser inclòs en els 35 millors moments de Star Trek de Geek.com, qui van classificar Tom Paris arribant a Warp 10 com el 30è millor moment de tots els Star Trek.
El 2018, Comic Book Resources va incloure aquest episodi en una llista d'episodis de Star Trek que són "tan dolents que s'han de veure". El 2012, Den of Geek va classificar aquest com el pitjor episodi de Star Trek: Voyager.
Den of Geek va incloure aquest episodi en una guia de marató de sèries que incloïa una guia d'episodis que, tot i que no aconseguien audiències altes, eren entretinguts.
El 2017, Screen Rant va classificar aquest episodi com el cinquè pitjor episodi de la franquícia Star Trek. El juliol de 2019, van tornar a classificar "Llindar" com un dels cinc pitjors episodi de la sèrie, tot i que van considerar que l'episodi havia començat bé.. 'any següent, el van classificar com el segon pitjor episodi de la sèrie, amb una qualificació a IMDb de 5,3 de deu; Elaboren: "Amb prou feines s'enlaira des d'allà abans d'estavellar-se i cremar-se en una mena de somni borratxo...".
Brannon Braga el va qualificar de "una autèntica porqueria"..